# Matylda z Normandii
Matylda z Normandii (zm. 1006) – córka Ryszarda I Nieustraszonego i jego drugiej żony, Gunnor, siostra Ryszarda II Dobrego, księcia Normandii, Roberta, hrabiego Evreux, arcybiskupa Rouen, Emmy z Normandii i Hawisy Normandzkiej.

## Życiorys
Matylda była małżonką Odona II, hrabiego Blois ale zmarła młodo nie pozostawiwszy potomstwa. Po jej śmierci w 1006, Odo rozpoczął spór ze swym szwagrem, Ryszardem II Dobrym, księciem Normandii, o posag częścią miasta Dreux. Król Robert II Pobożny, który poślubił matkę Odona, Bertę, rozstrzygnął spór w 1007, pozostawiając Dreux w rękach Odona.